# Federazione calcistica dell'Uruguay
L'Asociación Uruguaya de Fútbol (Associazione uruguaiana di calcio, abbreviato in AUF) è la federazione calcistica dell'Uruguay.

## Storia
Fondata nel 1900 come Asociación Uruguaya de Football (AUF), organizzò da quello stesso anno il campionato nazionale e, dall'anno seguente, le partite della nazionale. Nello 1900, in collaborazione tra la Federazione dell'Argentina e la AUF, fu inaugurata anche la Tie Cup, primo torneo per squadre di club a livello internazionale dell'intera America. Fu anche il primo dei vari campionati di calcio del Río de la Plata, che videro affrontarsi i migliori club argentini e uruguayani.
Nel 1916 l'AUF entrò a far parte della CONMEBOL e sette anni dopo si affiliò alla FIFA. Nello stesso 1923 subì lo scisma di diverse società, guidate dal Peñarol e dal Central. Queste ultime due società erano state escluse dal campionato nazionale in corso per aver trasgredito al divieto di disputare partite contro i club argentini aderenti alla Federación Argentina de Football e, in risposta, avevano istituito una nuova federazione, la Federación Uruguaya de Fútbol (FUF).
La FUF riuscì a organizzare due campionati parellalamente a quelli ordinari del 1923 e del 1924. Nel 1925, a causa della grave confusione generatasi, intervenne lo stesso governo uruguaiano, che impose lo scioglimento della FUF.
Nell'agosto 2018 la federazione viene commissariata dalla FIFA dopo la rinuncia del Presidente, Wilmar Valdez, implicato in uno scandalo di corruzione: dopo qualche mese di reggenza affidata a un triumvirato (Pedro Bordaberry, Armando Castaingdebat, Andrés Scotti), nel 2019 viene eletto presidente Ignacio Alonso.

## Competenze
L'AUF ha competenza sulla nazionale di calcio, sulle due divisioni professionistiche (Primera e Segunda División Profesional de Uruguay) del campionato, nonché sulla Segunda División Amateur de Uruguay, ovvero la terza divisione (amatoriale) delle squadre provenienti dal dipartimento di Montevideo. Per il resto del Paese è competente, a livello di terza divisione, la Organización del Fútbol del Interior, federazione affiliata all'AUF, ma da essa autonoma.